# Cocconato
Cocconato, (Coconà en piemontès) és un municipi situat al territori de la província d'Asti, a la regió del Piemont (Itàlia).
Limita amb els municipis d'Aramengo, Brozolo, Montiglio Monferrato, Moransengo, Passerano Marmorito, Piovà Massaia, Robella i Tonengo. Pertanyen al municipi les frazioni de Bonvino, Cocconito, Foino, Gesso, Maroero, Solza, Spagnolino, Stazione, Tabiella, Tuffo i Vastapaglia.

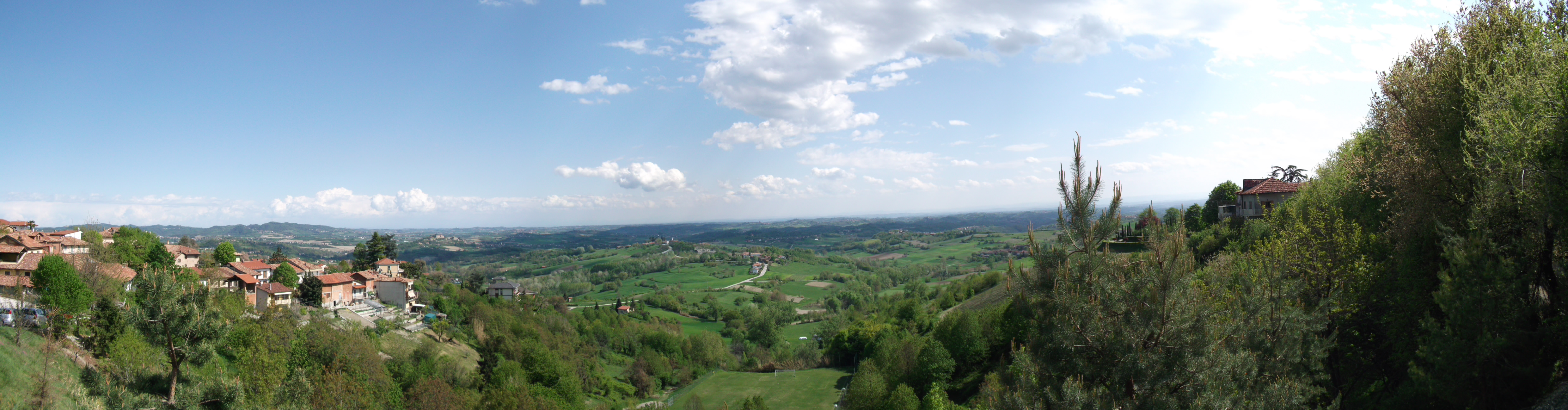
Vista del poble